# 广序北前胡
广序北前胡（学名：Peucedanum harry-smithii var. grande）为伞形科前胡属华北前胡的变种。分布在中国大陆的河北、陕西等地，生长于海拔350米至2,000米的地区，见于石山坡、干河谷及山沟中，目前尚未由人工引种栽培。

## 别名
大前胡（秦岭植物志）